# Andrena impunctata
Andrena impunctata är en biart som beskrevs av Pérez 1895. Andrena impunctata ingår i släktet sandbin, och familjen grävbin. Inga underarter finns listade i Catalogue of Life.